# Caroline Myss
Caroline Myss Ph.D. (* 2. prosince 1952 Chicago) je americká spisovatelka, autorka mnoha knih a zvukových nahrávek, včetně pěti bestsellerů New York Times. Zároveň je průkopnicí v oblasti energetické medicíny a lidského vědomí. Ve své práci vychází z osobní zkušenosti, kdy po problematickém životě našla sílu se uzdravit i způsob, jak si zdraví zabezpečit natrvalo.

## Intuice
Je intuitivní léčitelkou, která dokáže „vidět“ nemoc v pacientově těle a o své poznatky se nezištně dělí se všemi, kteří to potřebují. Věří, že životní síla dostupná každému z nás rovným dílem proudí do těla sedmi energetickými branami (čakrami), ze kterých lze čerpat a využívat k vlastnímu prospěchu i prospěchu jiných lidí. Autorka při své práci odhalila, že neznalost smyslu života bývá často příčinou velkého duchovního neklidu. Tato metafyzická choroba vyvolává deprese, úzkost, únavu a nakonec i fyzická onemocnění.

## Dílo
- Myssová Caroline: Proč se lidé neléčí a jak mohou, Triton 2018
- Myssová Caroline: Léčivé rady pro uzdravení, Alpha book 2016
- Myssová Caroline: Stav beztíže, Pragma 2010
- Myssová Caroline: Neviditelné dary, Triton 2006
- Myssová Caroline: Posvátné smlouvy : jak probudit svůj božský potenciál, DharmaGaia 2005
- Myssová Caroline: Anatomie ducha - Sedm úrovní síly a léčení, DharmaGaia 2000Mentální